# Junkers Jumo 222

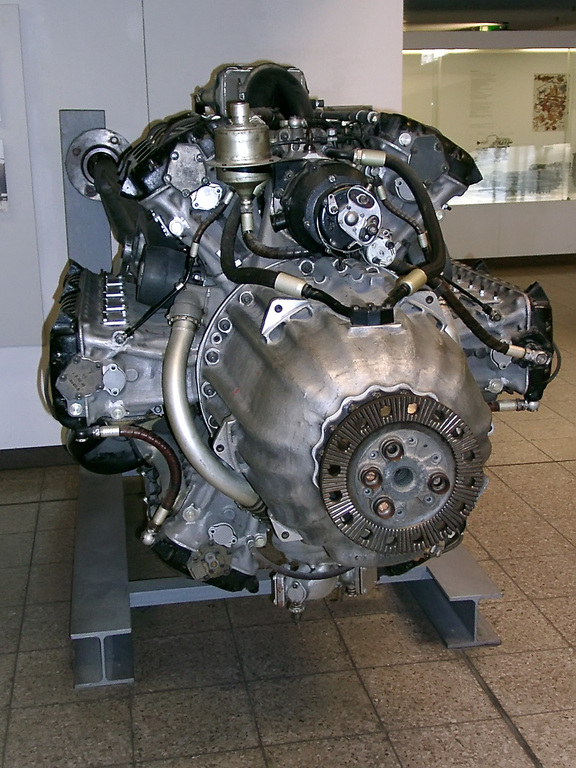
Junkers Jumo 222E

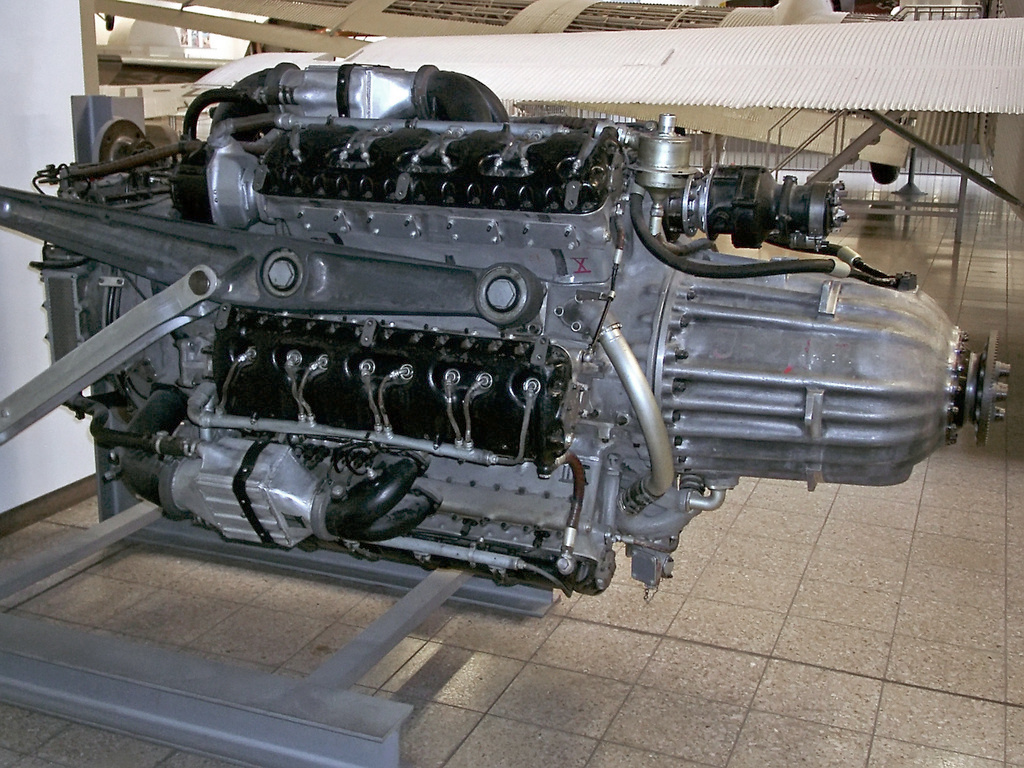
Junkers Jumo 222E

Der Junkers Jumo 222 war ein deutscher Flugmotor aus der Zeit des Zweiten Weltkrieges. Durch den Kriegsverlauf, Querelen und Fehlentscheidungen in der Bürokratie des Reichsluftfahrtministeriums (RLM) blieb er jedoch lediglich im Prototypenstadium und wurde nie zur Einsatzreife gebracht.

## Geschichte
Bereits im Jahre 1936 wurden Überlegungen zu einem neuen Großflugmotor in der Leistungsklasse 2000 bis 3000 PS angestellt. Dazu wurde ein flüssigkeitsgekühlter Vierfach-Reihensternmotor mit sechs Zylinderbänken von je vier Zylindern (= 24 Zylinder) geplant. Die Erweiterung um zwei Zylinder je Zylinderbank zu einem Sechsfach-Reihensternmotor mit insgesamt 36 Zylindern war ebenfalls bereits vorgesehen. Am 4. April 1938 wurde vom RLM der Entwicklungsauftrag mit der Projektbezeichnung „Jumo 222“ vergeben. Der Motor sollte im Bomber B Verwendung finden, diesem Projekt folgte die Junkers Ju 288. Probleme und Verzögerungen bei der Entwicklung führten jedoch dazu, dass der erste Flug der Ju 288 mit dem Jumo 222 erst im Oktober 1941 stattfinden konnte. Bei diesen ersten Probeflügen kam es immer wieder zu Lagerschäden an der Kurbelwelle, außerdem wurde im RLM inzwischen der Daimler-Benz DB 603 bevorzugt. So kam es Ende Dezember 1941 zur Entscheidung, das Programm mit einer geringeren Dringlichkeitsstufe weiterzuverfolgen. Mit der Verschlechterung der Kriegslage und der Verlagerung der Produktion auf Jagdflugzeuge (siehe auch: Jägernotprogramm) musste dann im Sommer 1943 das Projekt beendet werden.

## Technische Merkmale
Der Motor hatte zwar das Aussehen eines Reihensternmotors, lief aber mit einer anderen Zündfolge – eher wie ein dreifacher V-Motor. Dadurch waren keine gleichmäßigen Zündabstände (alle 30° Kurbelwellenumdrehung) möglich. Die Zylinder waren so angeordnet, dass die Einlass- und Auslasskanäle jeweils benachbarter Zylinderbänke nebeneinander lagen. Dadurch wurde die Gestaltung der Gaskanäle vom hinten angebrachten mechanischen Lader vereinfacht und es waren lediglich drei Auspuffrohre erforderlich. Jeder Zylinder hatte zwei Einlassventile und ein natriumgekühltes Auslassventil, eine eigene Hochdruckeinspritzung zwischen den Einlassventilen sowie zwei Zündkerzen.
- Viertakt-Otto-Reihensternmotor, sechs Reihen mit je vier Zylindern
- Überdruck-Flüssigkeitskühlung für Zylinder und Zylinderköpfe (120 °C bei 0,4 Bar Überdruck)
- Drei-Ventil-Zylinderköpfe mit je einer obenliegenden Nockenwelle, zwei Einlassventilen und einem Auslassventil
- Benzindirekteinspritzung mit drei Einspritzpumpen; einer Einspritzpumpe für zwei Zylinderbänke (= 8 Zylinder)
- Untersetzungsgetriebe als Planetengetriebe mit Schrägverzahnung
- Aufladung mit Schleuderlader, experimentelle Versionen mit zusätzlichem Abgasturbolader

## Technische Daten
Jumo 222 A/B
- Typ: Reihensternmotor 6 × 4 = 24 Zylinder
- Bohrung: 135 mm
- Hub: 135 mm
- Hubraum: 46,4 Liter
- Verdichtungsverhältnis: 6,5:1
- Trockenmasse: 1084 kg
- Startleistung: 2000 PS / 1470 kW bei 2900 min−1
- Masse-Leistungsverhältnis: 0,54 kg/PS
- Volldruckhöhe: 5500 m

## Versionen
- Jumo 222 A/B-1: erste Version, Bohrung × Hub (135 × 135) = 46.380 cm³, 1470 kW (2000 PS) bei 3200 min−1, Einstufen-Zweiganglader, Nullserie, flugerprobt
- Jumo 222 A/B-2: vergrößerte Variante, größere Ventilquerschnitte, Bohrung × Hub 140 × 135 = 49.880 cm³, 2500 PS bei 2900 min−1, Einstufen-Zweiganglader, Nullserie, flugerprobt
- Jumo 222 A/B-3: wie A/B-2, aber verbesserter Lader, Volldruckhöhe: 6000 m, Nullserie, flugerprobt
- Jumo 222C/D: nochmals vergrößerte Variante, Bohrung × Hub 145 × 140 = 55.480 cm³, 3000 PS bei 3200 min−1, Volldruckhöhe: 10.000 m, durchkonstruiert, V-Modelle in der Montage
- Jumo 222 E/F:, wie A/B-3, mit Zweistufen-Zweiganglader und Ladeluftkühlung, Volldruckhöhe: 9400 m, Nullserie, flugerprobt
- Jumo 222-Turbo:, wie A/B-3, mit ATL und Ladeluftkühlung, Volldruckhöhe: 12.300 m, 2400 PS bei 3200 min−1, nur Prüfstand
- Jumo 222 G / 225:, projektiert, vergrößerte Version mit 6 × 6 = 36 Zylinder, Bohrung × Hub 135 × 135 = 69.570 cm³, 3500 PS bei 3000 min−1, Aufladung und Drehzahl steigerungsfähig

Die Drehrichtung der Propellerwelle wurde durch den Buchstaben angezeigt – A, C und E drehten nach links, während B, D und F nach rechts drehten. Die Kurbelwelle lief aber immer einheitlich nach rechts; die Propellerlaufrichtung wurde ausschließlich über verschiedene Getriebe variiert.
Da beim Junkers Jumo 222 jeweils sechs Zylinder pro Stern angeordnet sind, zählt er zu den sogenannten Hexagon-Motoren. Weitere Beispiele für Hexagon-Motoren sind selten – beispielsweise der ebenfalls 24-zylindrige und wassergekühlte Dobrynin WD-4K sowie der 12-zylindrige, luftgekühlte Curtiss H-1640 Chieftain. Analog gab es beispielsweise auch Oktagon-Motoren wie den Bristol Hydra mit zwei hintereinanderliegenden luftgekühlten 8-Zylinder-Sternen.